# Phục Linh
Phục Linh là một xã thuộc huyện Đại Từ, tỉnh Thái Nguyên, Việt Nam.

## Địa lý
Xã Phục Linh nằm ở phía đông huyện Đại Từ, có vị trí địa lý:
- Phía đông giáp xã Cù Vân
- Phía tây giáp xã Tân Linh
- Phía nam giáp xã Hà Thượng
- Phía bắc giáp huyện Phú Lương.

Xã Phục Linh có diện tích 14,49 km², dân số năm 1999 là 8.346 người, mật độ dân số đạt 576 người/km².

## Lịch sử
Sau năm 1975, Phục Linh là một xã thuộc huyện Đại Từ.
Ngày 10 tháng 4 năm 1999, thành lập xã Tân Linh trên cơ sở một phần diện tích và dân số của xã Phục Linh.
Đến năm 2019, xã Phục Linh được chia thành 17 xóm: Cẩm 1, Cẩm 2, Cẩm 3, Khu 1, Khu 2, Khu 3, Khuôn 1, Khuôn 2, Khuôn 3, Lược 1, Lược 2, Mận, Ngọc Linh, Ngọc Tiến, Quéo, Soi, Thọ.
Ngày 11 tháng 12 năm 2019, sáp nhập xóm Cẩm 1 vào hai xóm Cẩm 2 và Cẩm 3.

## Hành chính
Xã Phục Linh được chia thành 16 xóm: Cẩm 2, Cẩm 3, Khưu 1, Khưu 2, Khưu 3, Khuôn 1, Khuôn 2, Khuôn 3, Lược 1, Lược 2, Mận, Ngọc Linh, Ngọc Tiến, Quéo, Soi, Thọ.

## Kinh tế - xã hội
Phục Linh là một trong 19 xã ATK của tỉnh Thái Nguyên với các ưu tiên trong đầu tư kinh tế - xã hội. Đây cũng là một xã nằm trong khu vực mỏ than Phấn Mễ.